# Ninetis
Genre
Synonymes
- Myrmidonella Berland, 1920

Ninetis est un genre d'araignées aranéomorphes de la famille des Pholcidae.

## Distribution
Les espèces de ce genre se rencontrent en Afrique subsaharienne et en Arabie.

## Liste des espèces
Selon World Spider Catalog (version 26, 15/02/2025) :
- Ninetis amoud Huber, 2025
- Ninetis faro Huber, 2014
- Ninetis marnif Huber, 2025
- Ninetis minuta (Berland, 1920)
- Ninetis namibiae Huber, 2000
- Ninetis russellsmithi Huber, 2002
- Ninetis samail Huber, 2025
- Ninetis subtilissima Simon, 1890
- Ninetis toliara Huber & El-Hennawy, 2007

## Systématique et taxinomie
Ce genre a été décrit par Simon en 1890 dans les Pholcidae.
Myrmidonella a été placé en synonymie par Huber en 2000.

## Publication originale
- Simon, 1890 : « Études arachnologiques. 22e Mémoire. XXXIV. Étude sur les arachnides de l'Yemen. » Annales de la Société Entomologique de France, sér. 6, vol. 10, p. 77-124 (texte intégral).